# Sasa magnifica
Sasa magnifica är en gräsart som först beskrevs av Takenoshin Nakai, och fick sitt nu gällande namn av Sadao Suzuki. Sasa magnifica ingår i släktet sasabambu, och familjen gräs. Inga underarter finns listade i Catalogue of Life.